# Битка при Устър
Битката при Устър се провежда на 3 септември 1651 г. във и около град Устър, Англия и е последната голяма битка от Войните на трите кралства от 1639 до 1653 г. Парламентарна армия от около 28 000 души под командването на Оливър Кромуел побеждава предимно шотландски кралски сили от 16 000 души, водени от крал Чарлз II.
Роялистите заемат отбранителни позиции в и около град Устър. Районът на битката е разделен от река Севърн, а река Теме образува допълнително препятствие на югозапад от Устър. Кромуел разделя армията си на две основни секции от двете страни на Севърн, за да атакува както от изток, така и от югозапад. На мостовете над реката се провеждат ожесточени битки и са отбити два опасни набега на роялистите срещу източните парламентарни сили. След щурмуването на голям редут на изток от града парламентаристите влизат в Устър и организираната съпротива на роялистите се срива. Чарлз II успява да избегне пленничество.
Около 3000 мъже са убити по време на битката и още 10 000 са взети в плен по време при Устър или скоро след това. Графът на Дерби е екзекутиран, докато другите английски затворници са мобилизирани в нова армия и изпратени в Ирландия. Около 8000 шотландски затворници са депортирани в Нова Англия, Бермудските острови и Западните Индии, за да работят за собствениците на земя като наемни работници или да работят по отводняването на блата.